# Carl von Fritsch

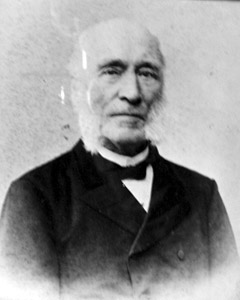
Carl von Fritsch

Carl Friedrich Christian Wilhelm Paul Freiherr von Fritsch (* 7. Mai 1804 in Weimar; † 24. Oktober 1892 in Dresden) war ein deutscher Verwaltungsjurist, Diplomat und Politiker.
Fritsch war der Sohn des Staatsministers Karl Wilhelm von Fritsch und dessen Ehefrau Henriette Wolfskeel von Reichenberg. Er heiratete am 12. September 1831 in Drackendorf bei Jena Marie Luise Caroline Freiin von Ziegesar (* 17. Juli 1808 in Jena; † 28. Februar 1842 in Frankfurt am Main), der Tochter des großherzoglich Sachsen-Weimarischen Wirklichen Geheimen Rates, Oberappellationsgerichtspräsidenten Anton von Ziegesar (1783–1843).
Fritsch besuchte ab 1819 das Gymnasium in Weimar und studierte ab 1822 in Göttingen und Jena Rechtswissenschaften. 1831 legte er das Staatsexamen ab und wurde Regierungsakzessist. 1832 war er Geheimer Referendar. 1840 bis 1848 und 1851 bis 1864 war er Geheimer Staatsrat und Gesandter und bevollmächtigter Minister der thüringischen Staaten beim Bundesrat in Frankfurt am Main. 1850 war er Mitglied des Staatenhauses des Erfurter Unionsparlaments.
1857 bis 1863 war er Fideikommissherr auf Seehausen. 1867 nahm er seinen Wohnsitz in Wiesbaden und 1876 im Pächterhaus auf Seehausen und in Dresden. 1836 wurde er zum Kammerherren ernannt. 1857 erhielt er den Titel eines Wirklichen Geheimen Rates und Exzellenz.